# Мисливці за монстрами
Мисливці за монстрами (англ. The Troop) — американсько-канадський комедійно-фантастичний телесеріал. Прем'єра відбулася 12 вересня 2009 року.

## Сюжет
Історія підлітка Джейка, що мешкає в Лейквуді, мріє малювати комікс про монстрів, і якого запрошують до лейквудської групи всесвітньої таємної спілки, яка протягом багатьох століть захищає наш світ від монстрів та істот, що існують насправді. Іншими членами його команди також є школярі: Гейлі, одна з найпопулярніших дівчат школи, та Фелікс, шкільний «ботанік». Цих підлітків обрано для роботи в організації, тому що їхній розум більш відкритий для різних незвичайних і незрозумілих речей, що існують у світі. Бійців групи постійно доводиться замінювати, так як, дорослішаючи, їх починає сковувати страх перед монстрами, і вони вже не можуть ефективно битися с ними.
У телесеріалі Джейк, Гейлі та Фелікс з одного боку показані як безстрашні бійці з монстрами, а з іншого — як найзвичайніші підлітки, які стикаються з проблемами всіх старшокласників: стосунки між учнями школи, перше кохання, навчання, екзамени, взаємостосунки з батьками і т. д.

## Герої

### Головні герої
- Джейк Коллінз (Ніколас Парселл[ru]) — новий член групи Лейквуда, який з подивом дізнався, що монстри існують. Він є досить гарним художником, який малює власні комікси. Гейлі та Феліксові часто доводиться допомагати йому, тому що він постійно потрапляє в халепу. Гейлі вважає, що він — ледар, який не відноситься до своєї роботи серйозно. Найгірший страх Джейка полягає в тому, що він не матиме змоги допомогти своїм друзям, коли вони опиняться у халепі. Йому подобається Гейлі, хоча він намагається не видавати цього.
- Гейлі Стіл (Гейдж Голайтлі) — найпопулярніша дівчина у школі. Вона є класичною надустигаючою ученицею — вона черлідер, грає в лакрос, у дитинстві була в балеті, входить до студентської ради, а також займається багатьма іншими позашкільними заходами. Вона хоче піти до Єльського університету після школи, і тому її улюблений колір — Єльський синій. Вона дуже вперта, і в одній серії їй було наказано (наказ № 172) взяти вихідні від полювання на монстра, щоб вона могла розслабитися та відпочити. Ще однією ознакою її природи трудоголіка є те, що вона боїться не встигнути вчасно виконати шкільні домашні завдання, а також погано напише контрольну чи складе тест. Їй подобається Джейк, тому вона ревнує його, коли він із кимось заграє.
- Фелікс Гарсія (Девід Дель Ріо[en]) — шкільний ботанік. Він дуже хоче розповісти кому-небудь про свою участь в організації, щоб стати «крутим» хлопцем, але через присягу не може. Він вважає себе Джеймсом Бондом їх групи, але Джейк і Гейлі вважають, що він просто стереотипний ботанік. Фелікс — справжній геній, експерт із таємничих істот і паранормальних явищ, від цілком готовий узяти на себе будь-якого монстра. Але при цьому боїться привидів і клоунів зі ступнями-омарами та кистями-вуликами. Так як він ботанік, у школі з ним мало хто спілкується, тому Джейк і Гейлі є його найближчими друзями.
- Кірбі Банкрофт-Кадворс III (Метт Шивлі[ru]) — новачок загону мисливців, замінив Фелікса у другому сезоні. Він приїхав із далекої Оклахоми. Коли він дізнався, що триває набір мисливців у Лейквуді, не задумуючись вирішив обов'язково вступити до нього. Він справжній науковий геній і просто відданий, чесний хлопець, який завжди готовий допомогти своїм друзям.
- Каденс Неш (Малез Джоу) — нова дівчина в Лейквуді. Щойно приїхавши до нового міста, вона отримала репутацію страшної забіяки. Вона смілива, вперта, сильна та дуже симпатична. Не дивно, що вона дуже швидко стала «своєю» у загоні мисливців. Вона навіть може бути жорстокою і безжалісною. Проте її нестандартність цілком зрозуміла, адже вона наполовину людина, наполовину монстр.
- Містер Стоклі (Джон Маршалл Джонс) — адміністратор школи та радник групи, в минулому брав участь у полюваннях на монстрів. До своєї роботи в організації відноситься дуже серйозно. Він тримає Джейка, Гейлі, та Фелікса в курсі останніх подій щодо боротьби з монстрами, і завдяки йому вони мають останні зразки бойової техніки. Проте, коли він стикається з монстром, він панікує через те, що виріс і тепер до жаху боїться монстрів.

### Другорядні персонажі
- Етьєн (Едуард Вітцке) — кумедний і дивний учень школи, який часто опиняється в центрі подій. Був оператором шкільних новин. Після того, як Фелікс поїхав, він став найрозумнішим у школі. Пізніше, коли Кірбі застряг у часі, він, склавши тест, став новим мисливцем за монстрами, й інші члени групи і сам містер Стоклі не могли в це повірити. Пізніше його зустрічає фея Еріс (Даніела Монет), сестра тієї феї, з якою був знайомий Фелікс. Вона приймає Етьєна за нього. Пізніше з'являється її колишній хлопець і вона знімає пояс, зроблений Етьєном, аби знову швидко пересуватися і відправити назад її колишнього хлопця.
- Фібі Коллінз (Матрея Федор) — молодша сестра Джейка. Вона показана у деяких епізодах такою, що призначена бути частиною мисливців за монстрами (вона зустріла дракона і не злякалася його, а також не злякалася на Хелловін). Іноді здається, що вона не турбується про Джейка, але насправді це не так. У серії «Я, монстр» вона у деякому розумінні врятувала його. Вона телефонувала на його мобільний, коли його було ув'язнено в коконі, і тим самим з'ясувалось, у кого ж насправді перевтілився монстр.
- Гас (Чад Кровчак) — боягузливий хлопчина, відомий як один з найгірших ворогів команди Лейквуда, так як розуміє, що він може отримати контроль над наймогутнішими монстрами на планеті та використати їх зі своєю корисливою метою. Він є основним антагоністом серіалу. Він полюбляє називатися Агастесом, але всі називають його Гасом, і це його дуже дратує. Він кохає Гейлі, тому що вона була першою дівчиною, яка звернула на нього увагу, та вважає Джейка своїм суперником. Мисливці за монстрами намагалися стерти його пам'ять, але він їх перехитрив. Він повертається як основний антагоніст у фіналі першого сезону, де намагається звільнити всіх монстрів, яких коли-небудь схопила група Лейквуда, але йому, врешті-решт, не вдається зробити це, і він іде у світ монстрів.
- Кадді (Деян Лойола) — друг Джейка, що з'являється у багатьох епізодах.
- Енджі Крабтрі (Бренна О'Браєн) — досить неприємна дівчина, яка постійно конфліктує з Гейлі. Була репортером у школі та розповідала про різні новини.
- Лорел (Джессіка Паркер Кеннеді) — істота під назвою Дріада — лісна німфа. В образі дівчини в неї закохується Джейк. З'являється в епізодах «Ліс Грамп» і «Наступна зупинка: Лейквуд».
- Емі (Ерін Керр) — член команди черлідерів, з'являється в епізодах «Швидкість» і «Роболють».
- Доктор Бранденбург (Джон Проуз) — голова Міжнародного Комітету Мисливців за Монстрами, в якого перевтілився Лохт за наказом Гаса, щоб взяти контроль над лейквудським загоном.
- Доктор Креніус (озвучування Келсі Греммер) — неймовірно розумний монстр у вигляді мочалки з губки, котрий навчався у Гарвардському університеті. Використовуючи свій розум, перехитрив Джейка, Фелікса та Гейлі та втік з лейквудського штабу, куди його доставили после піймання. В кінці епізоду «Ким є доктор Креніус?» Креніуса все ж було піймано та посаджено до клітки з посиленим захистом.
- Фея Еріс (Вікторія Джастіс (перший сезон), Даніела Монет (другий сезон)) є однією з істот. Вона може пересуватися зі швидкістю світла. Еріс розповідає Феліксові, що є дівчина, котрій він подобається. Але вона зникла перш, ніж встигла сказати ім'я дівчини. З'являється її сестра у другому сезоні в серії «Повернення Еріс».

## Цікаві факти
- Слоган: «Ти це бачиш?» (англ. Can You See It?)
- Прізвище головного персонажа згадувалося в ICarly.com